# Eoscarta ferruginea
Eoscarta ferruginea is een halfvleugelig insect uit de familie schuimcicaden (Cercopidae). De wetenschappelijke naam van deze soort is voor het eerst geldig gepubliceerd in 1916 door Distant.